# 决水罪 (中华人民共和国)
决水罪，《中华人民共和国刑法》罪名，最高可判处死刑。

## 定义
决水，即放水制造水患，危害公共安全的行为。

## 量刑
根据《中华人民共和国刑法》第114条、第115条规定：故意决水，尚未造成严重后果的，处3年以上10年以下有期徒刑。故意决水，致人重伤、死亡或者使公私财产遭受重大损失的，处10年以上有期徒刑、无期徒刑或者死刑。过失决水的，处三年以上七年以下有期徒刑；情节较轻的，处三年以下有期徒刑或者拘役。